# Truten
Truten är en före detta ö numera udde vid Marsundets norra mynning i Eckerö på Åland.
Truten har Söderfjärden i väster, Finbofjärden i nordost och Marsund i sydost.